# The Analyst
The Analyst (com o subtítulo A Discourse Addressed to an Infidel Mathematician: Wherein It Is Examined Whether the Object, Principles, and Inferences of the Modern Analysis Are More Distinctly Conceived, or More Evidently Deduced, Than Religious Mysteries and Points of Faith) de Gorge Berkeley. Foi publicado pela primeira vez em 1734, primeiro por J. Tonson (Londres), depois por S. Fuller (Dublin). Acredita-se que o "matemático infiel" tenha sido Edmond Halley, embora outros tenham especulado que Sir Isaac Newton era o pretendido.

## Conteúdo
O Analista foi um ataque direto aos fundamentos do cálculo, especificamente à noção do Method of Fluxions e à noção de mudança infinitesimal de Leibniz. Na seção 16, Berkeley critica
.. a maneira falaciosa de proceder a um certo ponto na suposição de um incremento e, em seguida, ao mesmo tempo mudar sua suposição para a de nenhum incremento . . . Pois se esta segunda suposição tivesse sido feita antes da divisão comum pôr o, tudo teria desaparecido de uma vez, e você não teria obtido nada por sua suposição. Considerando que por este Artifício de primeiro dividir, e então mudar sua Suposição, você retém 1 e nxn-1. Mas, apesar de todo esse discurso para cobri-lo, a falácia ainda é a mesma
Sua passagem mais citada:
E o que são esses Fluxões? As velocidades de incrementos evanescentes? E o que são esses mesmos incrementos evanescentes? Eles não são nem Quantidades finitas nem Quantidades infinitamente pequenas, nem nada. Não podemos chamá-los de fantasmas de quantidades que partiram?
Berkeley não contestou os resultados do cálculo; ele reconheceu que os resultados eram verdadeiros. O cerne de sua crítica era que o cálculo não era logicamente mais rigoroso do que a religião. Em vez disso, ele questionou se os matemáticos "se submetem à autoridade, aceitam as coisas sob confiança" assim como faziam os seguidores de princípios religiosos. De acordo com Burton, Berkeley introduziu uma teoria engenhosa de compensação de erros que pretendia explicar a exatidão dos resultados do cálculo. Berkeley afirmou que os praticantes de cálculo introduziram vários erros que cancelaram, deixando a resposta correta. Em suas próprias palavras, "em virtude de um erro duplo, você chega, embora não à ciência, mas à verdade".